# كينيا إيكاوا
كينيا إيكاوا (باليابانية: 愛川欽也؛ بالكانا: あいかわ きんや) هو مؤدي صوت ومغني وممثل ياباني، ولد في 25 مايو 1934 في Sugamo ‏ في اليابان، وتوفي في 15 أبريل 2015 في طوكيو في اليابان بسبب سرطان الرئة.

## أعمال

### أفلام
- (1996)  الطريق إلى القوة

## وصلات خارجية
- كينيا إيكاوا على موقع IMDb (الإنجليزية)
- كينيا إيكاوا على موقع ميوزك برينز (الإنجليزية)
- كينيا إيكاوا على موقع قاعدة بيانات الفيلم (الإنجليزية)
- كينيا إيكاوا على موقع كينوبويسك (الروسية)
- كينيا إيكاوا على موقع ANN person (الإنجليزية)